# Esad Kulović
Mahmud Esad-efendija Kulović (1859, někdy uváděno 1854, Sarajevo, Osmanská říše – 22. července 1917 Sarajevo, Bosna a Hercegovina) byl osmanský a bosenskohercegovský úředník a politik bosňáckého původu.

## Život

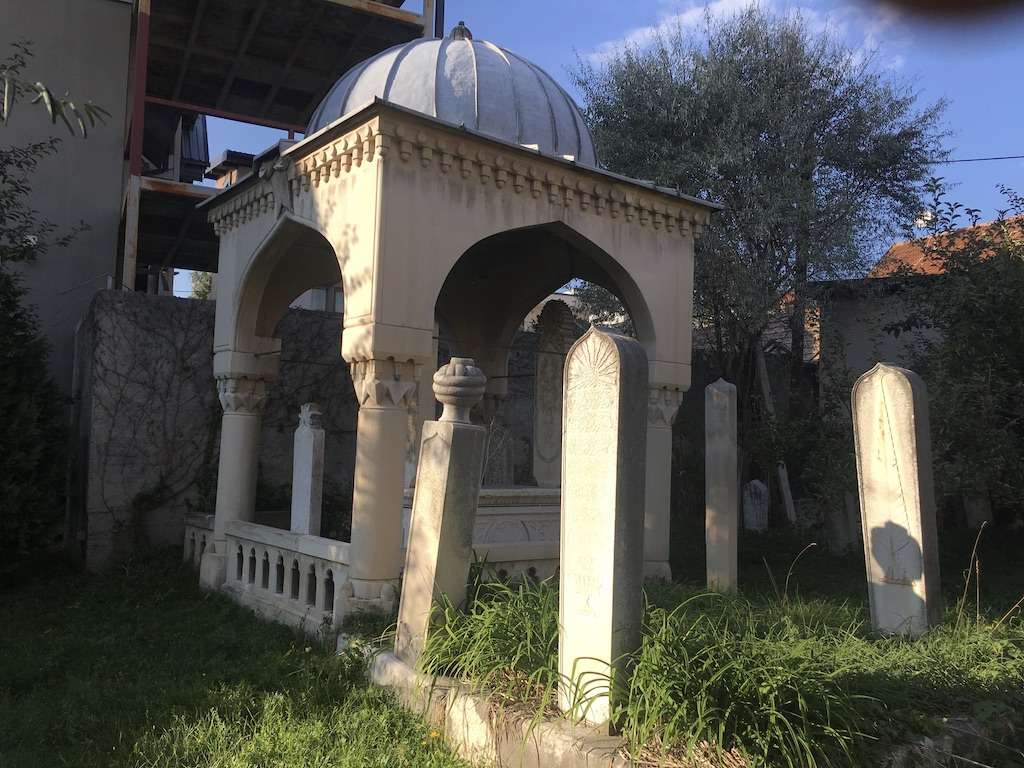
Hrobka Esada Kuloviće ve dvoře Hadži Džaferovy mešity v Sarajevu

Narodil se do středostavovské muslimské rodiny, jejíž mužští členové tradičně sloužili v janičářských oddílech. Jeho otcem byl sarajevský kádí Sulejman Rušdi-efendija a matkou Fatima.
Vzdělání Esad Kulović zřejmě získal v mektebu a medrese, muslimských konfesních školách. Poté se vzdělával soukromě, nezřídka během svých četných cest. Vedle turečtiny, arabštiny a perštity si osvojil i znalost francouzštiny.
Kulović se podílel na potírání křesťanského povstání v Bosně, které vypuklo roku 1875. Bojoval například v bitvě u vsi Šepak, kde 4. září 1875 muslimské oddíly porazily mnohonásobně početnější jednotky, která pronikly na bosenské území ze Srbska.
Po habsburském záboru Bosny a Hercegoviny v létě roku 1878 se rodina Kulovićů jako jedna z prvních zorientovala v nově nastalé situaci a začala intenzivně spolupracovat s okupačními úřady. Roku 1881 Esad Kulović společně s Mustafou-ef. Sarićem a Salih-agou Softićem odcestovali do Vídně, kde osm měsíců vedli rozhovory se společným ministerstvem financí, které mělo v gesci správu Bosny a Hercegoviny a vyjednávali autonomní postavení zdejší muslimské komunity. Jediným hmatatelným výsledkem jejich činnosti byla volba reisu-l-ulemy, nejvyššího duchovního představitele islámského společenství v Bosně a Hercegovině, a rady starších (ulema medžlis) o rok později. Roku 1886 Kulović neúspěšně vystoupil proti vyjmutí sarajevského hřbitova Čekrčnica z majetku islámské nadace (vakufu) a jeho přeměně na městský park (dnes Veliki park). Do pozdějšího boje o náboženskou a školskou autonomii muslimů, započatého roku 1899 v Mostaru, se ovšem nezapojil. Roku 1908, na rozdíl od většinové muslimské společnosti, uvítal anexi Bosny a Hercegoviny a za tento čin coby člen městské deputace v listopadu poděkoval císaři na zvláštní audienci.
Roku 1884 byl v prvních volbách od záboru provincie zvolen do sarajevského zastupitelstva (mandát obhájil i v dalších volbách roku 1887, 1890, 1893, 1896, 1899, 1902, 1905, 1908, 1910 a 1913). Po smrti starosty Nezira Škaljiće roku 1905 zaujal jeho post a na tomto setrval až do roku 1910. Dlouhodobě udržoval dobré vztahy s okupační mocí a proto byl mimořádně neoblíbený mezi představiteli muslimského autonomistického hnutí a jejich Muslimské národní organizace. Sám po habsburské anexi Bosny a Hercegoviny spoluzaložil Muslimskou pokrokovou stranu (1908), později transformovanou do Muslimské samostatné strany (1910), jejímž byl předsedou (od 1910). V prvních volbách do bosenskohercegovského zemského sněmu jeho strana propadla. Stejně neúspěšné byly jeho pokusy získat větší vliv v Sarajevu (navrhl rozšíření volebního práva i na početné přistěhovalce z Rakouska-Uherska), kde sice roku 1910 vyhrál komunální volby, ale pro neshody se Zemskou vládou rezignoval na úřad starosty. Od té doby spolu s dalšími spolustraníky úspěšně obstruoval činnost zastupitelstva, až byli nakonec všichni zbaveni mandátu. Roku 1911 odmítl spojení dvou muslimských stran do jediné, Sjednocené muslimské strany a pokračoval v činnosti MSS.
Roku 1913 znovu postavil kandidátku do sarajevského zastupitelstva, přičemž ve volebním klání se utkal se svým bývalým spolustraníkem a nyní exponentem Sjednocené muslimské strany Fehimem Ćurčićem. Zřejmě jen kvůli volebním machinacím prohrál, načež se zcela stáhl z politického kolbiště.
Zemřel v červenci roku 1917. Zádušní mše za zesnulého Kuloviće proběhla 23. července 1917 v sarajevské Gazi Husrev-begově mešitě. Tělesné ostatky byly podle muslimské tradice neseny na ramenou smutečních hostů z jeho domu v Kulovićově ulici (pojmenované po jeho dědovi) do mešity v centru města a odtud na hřbitov u sarajevské Hadži Džaferovy mešity v ulici Provare, kam byla dříve pohřbena i jeho matka Fatima. Nad jeho hrobem byla o něco později postavena otevřená hrobka, turbe.

## Rodina
Esad Kulović se roku 1893 oženil s Rašide Gradašćević Tuzlić. Spolu přivedli na svět jediného potomka, syna Sead-bega (1897–1945), úspěšného velkostatkáře a mecenáše (v letech 1938–1943 působil v Hlavním výboru spolku Narodna uzdanica), kterého však popravili komunisté krátce po skončení války za údajnou[zdroj?] kolaboraci s ustašovským režimem.
Svým sňatkem s Rašide Tuzlić vyženil Esad Kulović rozsáhlé pozemky v severovýchodní Bosně, úhrnem asi 563 000 ha a menší polnosti po celé Bosně a Hercegovině. O tyto pozemky, až na menší statek s 300 ha, rodina přišla po první světové válce, kdy byla provedena pozemková reforma.
Kulović roku 1908 obdržel řád Františka Josefa II. třídy, komtur s hvězdou.